# シャルロットとジュール
『シャルロットとジュール』（Charlotte et son Jules）は、1958年製作のフランス映画である。ジャン＝リュック・ゴダール監督による3作目の劇映画、4作目の映画作品（短篇映画）である。ジャック・ドゥミ監督の長篇映画『ローラ』（1961年）の併映短篇として劇場公開された。

## 概要
長篇デビュー前のエリック・ロメールとジャン＝リュック・ゴダールが、2本ずつ監督したシリーズ全4作の最終作である。本作は、詩人で映画監督のジャン・コクトーに捧げられている。
原則的にモノローグで構成されており、ジャン＝ポール・ベルモンドのセリフをアフレコで当てているのは、ゴダール監督その人である。アンヌ・コレット演じるシャルロットは始終しかめっつらでジュールたちと話をしているという設定である。アンヌはゴダールの前作『男の子の名前はみんなパトリックっていうの』に引き続き、「シャルロット」という女の子を演じている。
アイロニックで強烈な本作は、ほとんどがひとつの部屋のなかで撮られており、ただいくつかのカットでは、路上に置かれたクルマのなかでシャルロットを待つ彼氏を撮影している。明らかに、来るべきゴダールの長篇第1作『勝手にしやがれ (映画)』の到来を告げている。この部屋等のロケーション撮影は、パリ6区、サンジェルマン大通りの南、リュクサンブール公園の西側を通るレンヌ街（fr:Rue de Rennes）で行われた。
本作は現在、「クライテリオン・コレクション」版DVDのゴダール監督作『勝手にしやがれ』に収録されている。

## あらすじ
ある一台のクルマが、シャルロットの過去の「ジュール」たちの家に彼女を預ける。彼は彼女が戻ってくると信じている。

## 作品データ
- 脚本・監督 ジャン＝リュック・ゴダール
- 撮影 ミシェル・ラトゥーシュ
- 音楽 ピエール・モンシニー
- 製作 ピエール・ブロンベルジェ
- Visaコード 21.673
- 形式 白黒 - 35ミリ
- ジャンル 短編映画
- 上映時間 13分
- 公開年 1961年

## キャスト
- ジャン＝ポール・ベルモンド （ジャン）
- アンヌ・コレット （シャルロット）
- ジェラール・ブラン （新しい彼）
- ジャン＝リュック・ゴダール （ベルモンド吹替）

## 関連事項
- ジャン＝リュック・ゴダール監督作品一覧
- ヌーヴェルヴァーグ
- シリーズ全4作

1. エリック・ロメール『紹介、またはシャルロットとステーキ Présentation ou Charlotte et son steak』 （1951年）
2. ジャン＝リュック・ゴダール『男の子の名前はみんなパトリックっていうの Charlotte et Véronique ou Tous les garçons s'appellent Patrick』（1957年）
3. エリック・ロメール『ヴェロニクと怠慢な生徒 Véronique et son cancre』 （1958年）
4. ジャン＝リュック・ゴダール『シャルロットとジュール Charlotte et son jules』 （1958年）

- クライテリオン・コレクション （en:The Criterion Collection）

## 註
1. ↑  IMDbの本作の項目（#外部リンク）の記述を参照。
2. ↑  英語版Wikipediaの「en:Charlotte and Her Boyfriend」の項の記述を参照。